# Keon Broxton
Pour les articles homonymes, voir Broxton.
Keon Darell Broxton (né le 7 mai 1990 à Lakeland, Floride, États-Unis) est un voltigeur des Brewers de Milwaukee de la Ligue majeure de baseball.

## Carrière
D'abord repêché par les Phillies de Philadelphie au 29e tour de sélection en 2008, Keon Broxton ignore l'offre pour rejoindre le collège communautaire Santa Fe à Gainesville (Floride), et signe son premier contrat professionnel avec les Diamondbacks de l'Arizona, qui le réclament en 3e ronde du repêchage amateur de 2009. 
Il débute carrière professionnelle dans les ligues mineures en 2009 avec des clubs affiliés aux Diamondbacks et joue aussi la saison 2013-2014 de la Ligue australienne de baseball avec les Blue Sox de Sydney. Dans les mineures, il est réputé pour évoluer aux trois positions du champ extérieur et être un excellent coureur et voleur de buts.
Le contrat de Broxton est vendu par les Diamondbacks aux Pirates de Pittsburgh le 27 mars 2014. 
Il fait ses débuts dans le baseball majeur avec Pittsburgh le 21 septembre 2015 face aux Rockies du Colorado. Entré comme coureur suppléant lors de ce premier match, il vole le troisième but et marque le dernier point dans la victoire des Pirates.
Le 17 décembre 2015, Broxton est avec le lanceur droitier des ligues mineures Trey Supak échangé aux Brewers de Milwaukee contre Jason Rogers, un joueur de premier but.